# Prunus cyclamina
Prunus cyclamina är en rosväxtart som beskrevs av Emil Bernhard Koehne. Prunus cyclamina ingår i släktet prunusar, och familjen rosväxter. Utöver nominatformen finns också underarten P. c. biflora.